# Jana Fett
Jana Fett (nació el 2 de noviembre de 1996) es una tenista croata.
En octubre de 2017, Fett alcanzó su mejor ranking de sencillos el cual fue la 97 del número. El 14 de diciembre de 2015, Fett alcanzó su mejor ranking de dobles la número 450 del mundo. Fett ha ganado cuatro títulos individuales de ITF y dos títulos de dobles ITF.
En el circuito de los juniors, Fett tuvo un alto ranking el cual fue 12 alcanzado el 24 de febrero de 2014. Ella llegó a la final del  Abierto de Australia junior de 2014, donde cayó ante Elizaveta Kulichkova en la final.
El título más grande de Fett hasta la fecha fue en el Dunlop World Challenge de 2015, donde ganó el título de individuales, derrotando a Luksika Kumkhum en la final.
En el Abierto de Australia 2018, jugó el cuadro principal de Grand Slam por primera vez como participante directa. Llegó a segunda ronda contra la segunda cabeza de serie Caroline Wozniacki y tuvo dos puntos de partido cuando lideraba 40/15 en 5–1 en el tercer set. Sin embargo, perdió ese juego y los cinco juegos sucesivos para terminar perdiendo el partido. Si Fett hubiera pedido ojo de halcón en uno de sus puntos de partido, hubiera ganado el partido, como lo demostró el ojo de halcón de la televisión después del partido. Wozniacki ganó su primer título de Grand Slam.

## Títulos WTA 125s

### Individual (0–1)
| Resultado | Fecha                  | Torneo  | Superficie | Oponente        | Puntaje  |
| --------- | ---------------------- | ------- | ---------- | --------------- | -------- |
| Finalista | 5 de noviembre de 2023 | Midland | Dura (i)   | Anna Kalinskaya | 5-7, 4-6 |

## Títulos ITF

### Individual: 5
| Leyenda            |
| ------------------ |
| Torneo de $100,000 |
| Torneo de $80,000  |
| Torneo de $60,000  |
| Torneo de $25,000  |
| Torneo de $15,000  |
| Torneo de $10,000  |

| Finales por superficie |
| ---------------------- |
| Dura (3)               |
| Tierra batida (1)      |
| Hierba (0)             |
| Carpet (1)             |

| Resultado | G-P | Fecha    | Torneo                        | Nivel   | Superficie    | Oponente           | Resultado     |
| --------- | --- | -------- | ----------------------------- | ------- | ------------- | ------------------ | ------------- |
| Campeona  | 1–0 | Aug 2014 | ITF Ostrava, República Checa  | $10,000 | Tierra batida | Lenka Kunčíková    | 6–4, 6–3      |
| Campeona  | 2–1 | Dec 2014 | ITF Estambul, Turquía         | $10,000 | Dura (i)      | Olga Ianchuk       | 6–2, 6–4      |
| Campeona  | 3–1 | Apr 2015 | ITF Dijon, Francia            | $15,000 | Dura (i)      | Marianna Zakarlyuk | 6–3, 6–4      |
| Campeona  | 4–2 | Nov 2015 | ITF Loughborough, Reino Unido | $15,000 | Dura (i)      | Cristiana Ferrando | 6–2, 6–1      |
| Campeona  | 5–2 | Nov 2015 | Toyota, Japón                 | $75,000 | Carpet (i)    | Luksika Kumkhum    | 6–4, 4–6, 6–4 |